# Bahnhof Manchester Liverpool Road
Der Bahnhof Manchester Liverpool Road war der Kopfbahnhof der Liverpool and Manchester Railway (L&MR) in Manchester, England. Er wurde am 15. September 1830 eröffnet. Das Empfangsgebäude gilt als das älteste noch erhaltene der Welt.

## Geografische Lage

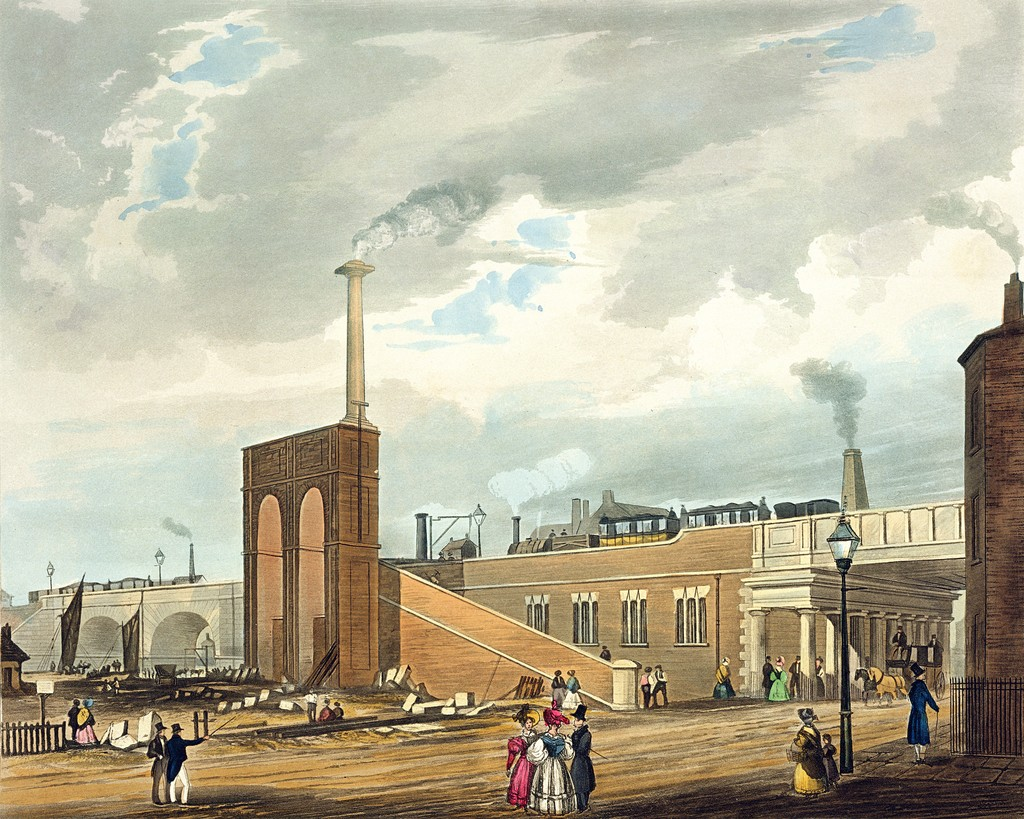
Bahnhofsausfahrt (v. r. n. l.): Ecke des Empfangsgebäudes, Brücke über die Water Street, Bogenbrücke über den Irwell

Der Bahnhof diente als Endpunkt der aus Liverpool kommenden Strecke. Der Bahnhof lag damals in einem Industriegebiet vor dem Stadtkern, da die Stadt Bedenken hatte, eine solche technische Neuerung in die Stadt hineinzulassen. Eine Reihe von Pferdeomnibus-Linien verbanden deshalb das Stadtzentrum mit dem Bahnhof. Das gleiche Bild bot sich am anderen Ende der Strecke im Bahnhof Liverpool Crown Street.

## Geschichte

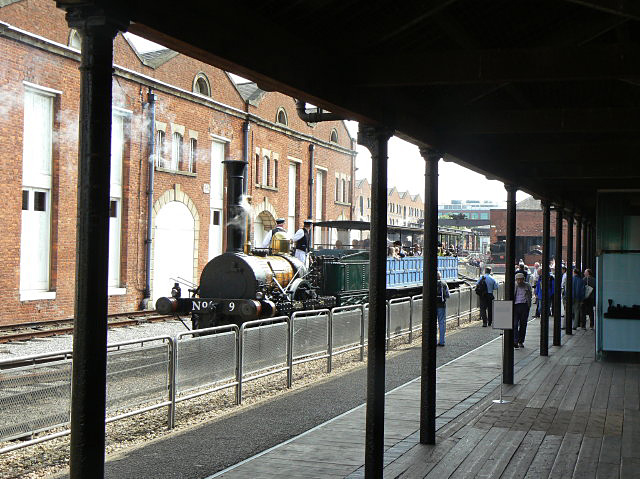
Bahnsteig, Museumszug, Lagerhaus

Die L&MR war die erste Eisenbahn weltweit, die eine planmäßige Verbindung mit (fast) ausschließlich durch Dampfkraft beförderten Zügen anbot.
Die schnell fortschreitende Erweiterung des britischen Eisenbahnnetzes ermöglichte es, ab 1837 durchgehende Züge nach Birmingham anzubieten und ab dem 17. September 1838 gab es Kurswagen nach London. Aufgrund der Zunahme des Fernverkehrs eröffnete dem Bahnhof gegenüber das erste (private) Bahnhofshotel.
Der zunehmende Verkehr erforderte weiteren Ausbau. Die L&MR entschloss sich dem mit getrennten Bahnhöfen für den abgehenden und ankommenden Verkehr zu begegnen. Die ursprüngliche Anlage fertigte nur noch abfahrende Züge ab, während auf der anderen Seite der Water Street ein eigener Bahnhof für ankommende Züge gebaut wurde. Schließlich wurde der gesamte Personenverkehr ab dem 4. Mai 1844 zu der neuen Victoria Station, einem Durchgangsbahnhof, geleitet, als ein Anschluss an die Manchester and Leeds Railway geschaffen wurde.
Der Bahnhof Liverpool Road wurde – nun im Eigentum der London and North Western Railway – zu einem Güterbahnhof umgebaut und verschiedene Lagerhäuser in seiner Nachbarschaft angebunden. Dieser Güterbahnhof kam durch die Neuorganisation des britischen Eisenbahnsystems durch den Railways Act 1921 zur London, Midland and Scottish Railway, wurde aber auch von der Great Western Railway genutzt. 1948 wurde der Bahnhof von British Railways (BR) übernommen. Noch bis 1975 diente er dem Güterverkehr, als er betrieblich aufgegeben wurde.
Nach der Stilllegung des Bahnhofs wurden die Anlagen von Granada Television gekauft und unter anderem als Kulisse bei Dreharbeiten zu der Dauerserie Coronation Street – dem Vorbild der Lindenstraße – genutzt. Heute gehört die Anlage zum Science and Industry Museum und ist ein Kulturdenkmal mit dem höchsten Schutzstatus (Grade I Listing).

## Bahnhofsanlage
Die Anlage wurde von George Stephenson errichtet. Entlang der Einfahrtsgleise des Bahnhofs befand und befindet sich ein großes, dreistöckiges Lagergebäude für den Güterverkehr. Bei der Einweihung der Strecke fand dort der Empfang der aus Liverpool anreisenden Gäste statt, weil es viel mehr Platz bot als das Empfangsgebäude. Heute ist die Lagerhalle ebenfalls ein Kulturdenkmal der höchsten Schutzklasse.
Dass ein Bahnhof eine völlig neue Bauaufgabe war, bei der es noch keine Erfahrung gab, zeigte sich unter anderem daran, dass die Stützen für die Bahnsteigüberdachung so nahe an der Bahnsteigkante standen, dass sich an diesen Stellen die Türen der Personenwagen nicht vollständig öffnen ließen.
Nachträglich wurde eine Rampe angelegt, auf der Kutschen von Reisenden bis zu den Zügen fahren konnten, um dort auf Flachwagen verladen und mitgenommen werden zu können.

## Empfangsgebäude
Der Personenverkehr wurde zunächst zweitrangig behandelt. Die Eisenbahngesellschaft kaufte ein existierendes Gebäude für den „Station Agent“ an der Ecke Liverpool Road / Water Street aus dem Jahr 1808 und baute es für ihre Verwaltung um. Daran wurde ein Backsteingebäude mit einer 25 m langen Straßenfront angebaut, das mit anspruchsvoller Baudekoration aus Bruchstein und Stuck verkleidet wurde und ein Walmdach mit Schieferdeckung erhielt. Es hatte getrennte Eingänge für die Reisenden der 1. und der 2. Klasse. Den Eingang der 1. Klasse ziert eine Sonnenuhr [!] In seiner Architektur entsprach es damaligen Wohn- oder Geschäftsgebäuden, war also auf den ersten Blick nicht als „Bahnhof“ erkennbar. Ebenso wie in Liverpool steht das Empfangsgebäude – obwohl beides Kopfbahnhöfe sind – in Seitenlage zu den Gleisen.
Da die Gleise in Hochlage endeten, hatte der Bahnhof zwei für Reisende zugängliche Ebenen. Im Erdgeschoss befanden sich die Zugänge von der Straße und die Fahrkartenschalter, im ersten Stock die Warteräume und der Zugang zum Zug, die Reisende über eine Treppe erreichten. Alle diese Einrichtungen waren nach den beiden angebotenen Wagenklassen getrennt angelegt.
Bereits 1831 wurde das Empfangsgebäude nach Osten erweitert. Straßenseitig wurden dort Ladengeschäfte angebaut, die sich aber aufgrund der Umgebung als unvermietbar erwiesen und als Büros genutzt wurden. In der Ebene darüber befand sich eine Abstellhalle für Lokomotiven.

## „Boarding“

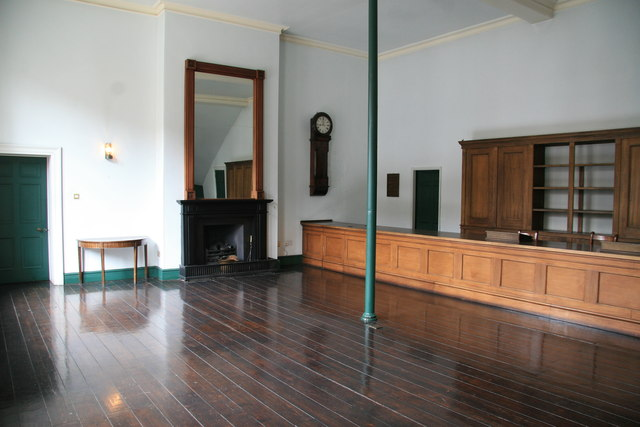
Fahrkartenschalter

Die handgeschriebenen Fahrkarten mussten bei einem Angestellten gegen einen Gutschein, vergleichbar einem Boarding Pass, eingetauscht werden. Der Angestellte übertrug dabei die Daten aus der Fahrkarte in eine Liste. Diese Passagierliste wurde dem Schaffner vor Abfahrt des Zuges mitgegeben. Reisende gingen nun in den ersten Stock, wo sich die nach Wagenklassen getrennten Warteräume befanden. Für diesen Weg gab es Gepäckträger, die sich – gegen Bezahlung – um das Reisegepäck kümmerten.
Mit dem Läuten einer Glocke wurden die Türen von den Wartesälen zum Bahnsteig für die Reisenden freigegeben, die nun die Wagen bestiegen. Auf dem Bahnsteig befanden sich weitere Gepäckträger. Diese waren dafür verantwortlich, das Gepäck auf den Wagendächern zu befestigen. Vor der Abfahrt wurde die Glocke erneut geläutet. Die Glocke ist im Gebäude erhalten. Das für den Lokomotivführer verbindliche Signal zur Abfahrt wurde allerdings mit einem Trompeten- oder Hornsignal gegeben.

## Wissenswert
Heute ist der Bahnhof Earlestown in Earlestown (Newton-le-Willows) an der Bahnstrecke Liverpool–Earlestown–Manchester, der ebenfalls am 15. September 1830 eröffnet wurde, der älteste noch in Betrieb befindliche Bahnhof der Welt.